# Irwin (Iowa)
Irwin – miasto w Stanach Zjednoczonych, w stanie Iowa, w hrabstwie Shelby. Zgodnie ze spisem statystycznym z 2000 roku, miasto liczyło 372 mieszkańców.